# Malacosaccus unguiculatus
Malacosaccus unguiculatus är en svampdjursart som beskrevs av Schulze 1886. Malacosaccus unguiculatus ingår i släktet Malacosaccus och familjen Euplectellidae. Inga underarter finns listade i Catalogue of Life.